# Trio Music Live in Europe
Trio Music Live in Europe es un álbum en directo del compositor y pianista de jazz estadounidense Chick Corea, junto a Miroslav Vitous (contrabajo) y Roy Haynes (batería), grabado en Suiza en 1984 y publicado por ECM.

## Recepción
En su reseña para Allmusic, Michael G. Nastos le otorgó cuatro de cinco estrellas afirmando que "está cerca de la perfección. Trio Music, Live in Europe tiene que estar en tu colección".

## Lista de canciones
- Todas las composiciones de Chick Corea, excepto donde se indique lo contrario

1. "The Loop" - 6:29
2. "I Hear a Rhapsody" (Jack Baker, George Fragos, Dick Gasparre)- 6:40
3. "Summer Night / Night and Day" (Al Dubin, Harry Warren / Cole Porter) - 14:23
4. "Prelude No. 2 / Mock Up" (Aleksandr Skriabin / Corea) - 12:19
5. "Hittin' It" (Roy Haynes) - 5:19
6. "Mirovisions" (Moroslav Vitous) - 11:30

- Grabado en Willisau y Reutlingen, Suiza en septiembre de 1984

## Créditos
- Chick Corea - piano
- Miroslav Vitous - contrabajo
- Roy Haynes - batería